# باتريك إتش بوب
باتريك إتش البابا (بالإنجليزية: Patrick H. Pope)‏ (و. 1806 – 1841 م)هو سياسي، ومحامي من الولايات المتحدة الأمريكية . ولد في لويفيل، كنتاكي .
وهو عضو في الحزب الديمقراطي الأمريكي .
توفي في لويفيل، كنتاكي .